# Tàngara del paradís
La tàngara del paradís (Tangara chilensis) és un ocell de la família dels tràupids (Thraupidae).

## Hàbitat i distribució
Habita la selva pluvial i vegetació secundària de les terres baixes, des de l'est de Colòmbia i sud de Veneçuela a través de l'est de l'Equador i est del Perú fins al nord i l'est de Bolívia i Brasil amazònic.